# Giuseppe Berardi
Giuseppe Berardi (Ceccano, 28 de setembro de 1810 - Roma, 6 de abril de 1878) foi um cardeal da Igreja Católica Romana .

## Vida
Berardi obteve um doutorado em direito civil e canônico em 1837. Embora fosse auditor da Câmara Apostólica, inicialmente não era do clero - era casado e tinha uma filha. Durante a revolução de 1848 acompanhou o Papa Pio IX para o exílio em Gaeta. O Papa o nomeou Pro-Legado Apostólico em Velletri em 1º de setembro de 1849, no ano seguinte o nomeou Proto-Notário Apostólico. De 1851 a 1859, Berardi foi suplente na Secretaria de Estado do Vaticano. Em 1861 tornou-se Consultor do Santo Ofício. Giuseppe Berardi era amigo do falecido São Giovanni Bosco e ajudou a fazer o Papacuja ordem foi reconhecida eclesiasticamente em 1874. Em 1862 Pio IX o enviou à Rússia para iniciar negociações sobre o estabelecimento de uma nunciatura. No entanto, Berardi teve que sair sem sucesso.
Depois de receber a ordenação sacerdotal em 19 de março de 1862, o Papa Pio IX o nomeou em 7 de abril do mesmo ano arcebispo titular de Niceia . A consagração episcopal concedida a ele em 8 de novembro de 1863 pelo Cardeal Costantino Patrizi Naro. No consistório de 13 de março de 1868, Pio IX o aceitou. como Cardeal Sacerdote de Santi Marcellino e Pietro ao Colégio dos Cardeais . No mesmo ano tornou-se Pró-Ministro do Comércio e Relações Públicas, onde permaneceu até 1870. De 1869 a 1870, Berardi, considerado moderado, participou do Concílio Vaticano I Após a morte de Pio IX aceito Cardeal Berardi Conclave de 1878 e morreu alguns meses depois. Foi sepultado no cemitério Campo Verano, em Roma.

## Link Externo
Giuseppe Berardi The Cardinals of the Holy Roman Church

Giuseppe Berardi